# Willem Witteveen (1952-2014)
Willem Johannes Witteveen (Rotterdam, 5 mei 1952 – Hrabove, oblast Donetsk (Oekraïne), 17 juli 2014) was een Nederlands rechtsgeleerde en politicus van de Partij van de Arbeid (PvdA). Hij was een zoon van voormalig minister van Financiën Johan Witteveen (VVD) en een achterkleinzoon van de Amsterdamse vooroorlogse wethouder Floor Wibaut (SDAP). Evenals zijn vader was Witteveen soefi.
Tot aan zijn overlijden was hij lid van de Eerste Kamer. Hij kwam op 15 januari 2013 tussentijds voor benoeming in aanmerking. Van 1999 tot 2007 was hij ook al lid van de Eerste Kamer. In de Senaat hield hij zich bezig met justitie en binnenlandse zaken. Verder was hij voorzitter van de commissie voor Binnenlandse Zaken.
Witteveen studeerde rechten aan de Rijksuniversiteit Leiden. Hij was van 1979 tot 1989 aan die universiteit verbonden als wetenschappelijk medewerker staatsrecht. Op 1 juni 1988 promoveerde hij daar cum laude op het proefschrift De retoriek in het recht. Van 1990 tot aan zijn overlijden was hij hoogleraar encyclopedie van de rechtswetenschap aan Tilburg University.
Voor de PvdA maakte Witteveen deel uit van de redactie en de redactieraad van het tijdschrift Socialisme & Democratie en was hij voorzitter van de commissie beginselprogramma.
Willem Witteveen kwam op 62-jarige leeftijd samen met zijn vrouw en dochter in de vliegtuigramp boven Oost-Oekraïne om het leven en liet een zoon na. Na zijn overlijden zijn er op Tilburg University een beurs en studieprijs naar hem en zijn dochter vernoemd: de Witteveen Memorial Fellowship on Law and Humanities en de Marit Witteveen Award. Ter nagedachtenis zijn twee kleine fotoseries te zien in de twee gebouwen waarin hij werkzaam was. Ze dragen als titel 'Empty Spaces' en zijn gemaakt door toenmalig fotografe des vaderlands Ilvy Njiokiktjien, die voor NRC meerdere ruimtes fotografeerde van de slachtoffers van de MH17 ramp.
Na zijn overlijden verscheen Witteveens rechtsfilosofische standaardwerk De wet als kunstwerk, een boek dat thans als 'klassieker' in de Nederlandse rechtsgeleerde literatuur en het juridisch onderwijs geldt.